# カリスタの海に抱かれて
『カリスタの海に抱かれて』（カリスタのうみにだかれて）は、宝塚歌劇団のミュージカル作品。作は大石静、演出は石田昌也が担当。

## 概要
テレビドラマで活躍する脚本家・大石静が『美しき生涯 -石田三成 永遠（とわ）の愛と義-』（2011年・宙組）に続く2作目として宝塚歌劇のオリジナル作品を担当した。
フランス革命勃発前夜、地中海の架空の島・カリスタを舞台に、愛と友情、故郷への想いに揺れ動く青年将校の葛藤を描く。
2015年3月13日から4月20日（新人公演：3月31日）に宝塚大劇場、同年5月15日から6月14日（新人公演：5月28日）に東京宝塚劇場にて、花組により上演。なお、本公演は新トップ娘役・花乃まりあのお披露目公演となった。
併演はレビューロマン『宝塚幻想曲（タカラヅカファンタジア）』。

## 主な配役

### 本公演
- シャルル・ヴィルヌーヴ・ドゥ・リベルタ：明日海りお
- アリシア・グランディー：花乃まりあ
- アニータ・ロッカ：美穂圭子
- アルド・アルフォンソ：高翔みず希
- ブリエンヌ総督：紫峰七海
- ベラ：花野じゅりあ
- エンリコ・ヴェラーニ：夕霧らい
- セシリア・ブリエンヌ：華耀きらり
- ソニア・ヴィラーニ：芽吹幸奈
- バルドー夫人：梅咲衣舞
- セルジオ・グランディー：瀬戸かずや
- ダリオ・バッショ：冴月瑠那
- クラウディオ・カレーラ：鳳真由
- ミシェル・バルドー：天真みちる
- マリウス・ベルトラム・ドゥ・シャレット：鳳月杏
- ロベルト・ゴルジ：芹香斗亜
- ルイス・アルバーニ：真輝いづみ
- ナディア：桜咲彩花
- イザベラ・ブリエンヌ：仙名彩世
- テオ・レ・ロッシ：和海しょう
- ドナート・インザーギ：羽立光来
- スタン：水美舞斗
- ナポレオン・ボナパルト：柚香光
- 少年ロベルト：真鳳つぐみ
- シモーヌ：城妃美伶
- 少年カルロ：春妃うらら

### 新人公演
- シャルル・ヴィルヌーヴ・ドゥ・リベルタ：水美舞斗
- アリシア・グランディー：城妃美伶
- アニータ・ロッカ：乙羽映見
- アルド・アルフォンソ：高峰潤
- ブリエンヌ総督：峰果とわ
- ベラ：真鳳つぐみ
- エンリコ・ヴィラーニ：澄月菜音
- セシリア・ブリエンヌ：更紗那知
- ソニア・ヴィラーニ：茉玲さや那
- バルドー夫人：花乃まりあ
- セルジオ・グランディー：綺城ひか理
- ダリオ・バッショ：千幸あき
- クラウディオ・カレーラ：紅羽真希
- ミシェル・バルドー：碧宮るか
- マリウス・ベルドラム・ドゥ・シャレット：柚香光
- ロベルト・ゴルジ：優波慧
- ルイス・アルマーニ：桜舞しおん
- ナディア：若草萌香
- イザベラ・ブリエンヌ：朝月希和
- テオ・レ・ロッシ：飛龍つかさ
- ドナード・インザーギ：亜蓮冬馬
- スタン：帆純まひろ
- ナポレオン・ボナパルト：矢吹世奈
- 少年ロベルト：音くり寿
- シモーヌ：春妃うらら
- 少年カルロ：糸月雪羽

## スタッフ
宝塚大劇場公演
- 作：大石静
- 演出：石田昌也
- 作曲・編曲：手島恭子
- 音楽指揮：佐々田愛一郎
- 振付：御織ゆみ乃
- 擬闘：清家三彦
- 装置：稲生英介
- 衣装：加藤真美
- 照明：安藤俊雄
- 音響：大坪正仁
- 小道具：増田恭兵
- 歌唱指導：山口正義
- 演出助手：田渕大輔
- 舞台進行：村上晴香、政村雄祐
- 舞台美術製作：株式会社 宝塚舞台（併演作品と共通）
- 演奏：宝塚歌劇オーケストラ（併演作品と共通）
- 制作：井塲睦之（併演作品と共通）
- 制作補：原田豊浩（併演作品と共通）
- 制作・著作：宝塚歌劇団（併演作品と共通）
- 主催：阪急電鉄 株式会社（併演作品と共通）